# Los Trigos, Michoacán de Ocampo
Los Trigos är en ort i Mexiko.   Den ligger i kommunen Zinapécuaro och delstaten Michoacán de Ocampo, i den södra delen av landet, 170 km väster om huvudstaden Mexico City. Los Trigos ligger 2 400 meter över havet och antalet invånare är 143.
Terrängen runt Los Trigos är lite bergig. Runt Los Trigos är det ganska tätbefolkat, med 93 invånare per kvadratkilometer. Närmaste större samhälle är Acámbaro, 17,9 km norr om Los Trigos. I omgivningarna runt Los Trigos växer huvudsakligen savannskog.